# سفيان هانيتسر
سفيان هانيتسر (مواليد 20 نوفمبر 1984) لاعب كرة قدم جزائري. يلعب حاليًا مع اتحاد الحراش في الرابطة الجزائرية المحترفة الأولى.

## مشواره مع الأندية
خلال البطولة الجزائرية القسم الأول 2009–10، احتل هانيتسر المركز الثاني في قائمة هدافي البطولة برصيد 16 هدفا في 32 مباراة بفارق هدف واحد عن لاعب مولودية الجزائر الحاج بوقاش.
ولعب مع نادي اتحاد الجزائر مباراتين في دوري أبطال إفريقيا

## دوليًا
هانيتسر كان عضوا في منتخب الجزائر تحت 23 سنة لكرة القدم في ألعاب التضامن الإسلامي 2005 في السعودية. سجل في المباراة الافتتاحية ضد منتخب فلسطين، هدفين فيما مضت الجزائر لتفوز بالمباراة 3-0. ولعب في باقي مباريات الجزائر بالمسابقة لكنه لم يسجل. كان هانيتسر أيضًا عضوًا في الفريق في ألعاب البحر الأبيض المتوسط 2005 في ألمرية بإسبانيا. وفي المباراة الافتتاحية سجل هدفين في مرمى منتخب تونس وانتهت المباراة 2-2 وفازت الجزائر بركلات الترجيح 5-4.
في 4 يونيو 2006، ظهر هانيتسر لأول مرة مع المنتخب الجزائري في مباراة ودية ضد منتخب السودان. بدأ هانيتسر المباراة على مقاعد البدلاء وعوض لزهر حاج عيسى في الدقيقة 76 فيما مضت الجزائر لتفوز بالمباراة 1-0.

## روابط خارجية
- سفيان هانيتسر على موقع قاعدة بيانات كرة القدم.إي يو (الإنجليزية)
- سفيان هانيتسر على موقع ناشيونال فوتبول تيمز (الإنجليزية)
- سفيان هانيتسر على موقع Soccerway.com (الإنجليزية)